# 노지훈 (축구 선수)
노지훈(한국 한자: 魯知勛, 1999년 4월 1일 ~ )은 대한민국의 축구 선수이며, 포지션은 골키퍼이다.